# U zemlji krvi i meda
U zemlji krvi i meda (eng. In the Land of Blood and Honey) je američka ratna drama iz 2011. koji je redateljski prvijenac glumice Angeline Jolie po njenom vlastitom scenariju. Radnja se odvija tijekom rata u Bosni, a glavne uloge tumače Zana Marjanović, Goran Kostić i Rade Šerbedžija. Film se isprva trebao snimati u Sarajevu, međutim, tamošnje vlasti - bivši članovi Predsjedništva BiH, Sulejman Tihić i Haris Silajdžić - odbile su dati dozvolu filmskoj ekipi, tako da se na kraju snimalo u Mađarskoj. Nakon premijere, Savez za bolju budućnost Bosne i Hercegovine organizirao je online peticiju za javnu ispriku Tihića i Silajdžića zbog poništenja odobrenja za snimanje filma Bosni. Sam naslov je igra riječi: turski naziv za med je 'bal', a za krv je 'kan', čime se dobiva riječ 'Balkan'.
Jolie je izjavila da je filmom željela kritizirati međunarodnu zajednicu koja nije na vrijeme intervenirala u sukobu. Prilikom bosanskohercegovačke premijere filma u veljači 2012., osobno je posjetila Sarajevo i održala tiskovnu konferenciju. Tamošnja publika je s oduševljenjem prihvatila film i nagradila autoricu pljeskom. Nekoliko dana poslije, 17. veljače, Jolie je doputovala i u Zagreb kako bi prisustvovala i hrvatskoj premijeri filma.

## Radnja
Sarajevo, 1992. 28-godišnja slikarica Ajla odlazi u noćni klub i tamo upoznaje policajca Danijela. Između njih se razvija privlačnost, no baš tada eksplozija raznese lokal, čime rat u Bosni ulazi i u njihove živote. Nekoliko tjedana kasnije, Vojska Republike Srpske ulazi u Ajlinu stambenu četvrt te naređuje svim stanovnicima da izađu van. Tamo odvoje žene od muškaraca, koji bivaju smaknuti. Žene deportiraju u logor, no Ajla tamo ponovno nailazi na Danijela, koji je sada vojnik Republike Srpske. Bosanske muslimanke se tamo koriste za silovanje, kućanske poslove ili živi štiti prilikom vojnih akcija. Danijel zabranjuje drugim vojnicima seksualno iskorištavanje Ajle, a s vremenom joj daje i vlastitu sobu te zadatak da ga slika. Kada Ajla pokuša pobjeći, biva ulovljena i pretučena. Ipak, drugi put uspijeva pobjeći a Danijel ne učini ništa kako bi joj spriječio bijeg.
Ajla u šumi nailazi na Tarika i svoju sestru, čijeg je sina također ubila VRS. Tarik i Ajla odluče za bosanske muslimane igrati dvostruke špijune i fingiraju lake mete, čime iz VRS pronalaze i ponovno stavljaju u logor. Tarik tom prilikom izdaje činovnicima VRS lokacije Armije BiH, čime stječe njihovo povjerenje. Danijel pokušava s jedne strane nastaviti ljubavnu vezu s Ajlom u logoru, a s druge biti vjeran uputama svojeg oca Nebojše, generala VRS koji ne može podnijeti da njegov sin ima ikakvu vezu s bosanskom muslimankom. Prolaze godine i u međuvremenu je 1995. Međunarodna zajednica je počela intervenirati i NATO bombardira položaje VRS. Danijel kaže Ajli da će se sastati s vojnicima u crkvi jer tamo nikada nema napada. Kada tamo dođu, eksplodira bomba i njihov vod biva napadnut od Armije BiH. Danijel preživi i shvati da ga je Ajla izdala te da je cijelo vrijeme samo glumila da je zaljubljena u njega. Iz bijesa ju ubije, no tada shvati besmislenost cijelog rata. Odlazi do postaje UNPROFOR-a, te se predaje uz riječi da je ratni zločinac.

## Glavne uloge
- Zana Marjanović - Ajla
- Goran Kostić - Danijel Vukojević
- Rade Šerbedžija - Nebojša Vukojević
- Nikola Đuričko - Darko
- Branko Đurić - Aleksandar
- Vanesa Glođo - Lejla
- Feđa Štukan - Petar
- Alma Terzić - Hana
- Jelena Jovanova - Esma
- Ermin Bravo - Mehmet

## Nagrade
- nominacija za Zlatni globus - Zlatni globus za najbolji strani film
- nagrada Stanley Kramer

## Kontroverze u Republici Srpskoj
Film nije dobro primljen u Republici Srpskoj, a neki mediji su krivo prenosili izvještaje o njemu i time stvarali negativnu percepciju i prije premijere. Objavljena je vijest da se u odjavnoj špici navodi da je u ratu u BiH ubijeno 300 tisuća bosanskih muslimana, ali se ispostavilo da to nigdje ne piše u filmu. Pojavila se i dezinformacija da je Angelina Jolie pozvala na ukidanje RS, no ona je i to ubrzo demantirala. Na facebooku su neki srpski pojedinci javno pozvali na organizirano davanje filmu ocjene "1" na siteu IMDb, čime je umjetno srušen rejting ostvarenja i prije premijere na području Balkana.
Prilikom premijere filma u Beogradu, samo je 12 gledatelja bilo u kinu.
Unatoč odluci Vladimira Ljevara da ne želi prikazivanje filma u svojim kino dvoranama zbog "antisrpskog" naboja, U zemlju krvi i meda ipak je imao neslužbenu premijernu projekciju u RS. Na adrese medija u BiH u kružio je e-mail djevojke iz Prijedora koja je najavila kako će u svom stanu u tom gradu upriličiti gledanje filma za sve koji su za to zainteresirani. "Odlučila sam (film) ilegalno skinuti s interneta i napraviti premijeru s obzirom na to da je postalo očigledno kako živimo pod diktaturom nacionalizma u kojem individualci odlučuju u naše ime za dobrobit našeg zajedničkog identiteta nacionalnosti i duša", napisala je u poruci djevojka koja identitet nije otkrila predstavivši se tek facebookovskim nadimkom Radost Stroynik.

## Kritike
| „                | Nikad ispod razine kompetentnosti, [film] je jasan rezultat iskrene, dugo njegovane želje za podizanjem svijesti o ovim užasnim, dehumanizirajućim događajima. Često se govori da oni koji zaborave prošlost su osuđeni ju ponoviti, te s tim na umu ovo je potpuno plemenit pothvat. | ” |
| — Robert Beames, | |   |

| „              | Ali i posve neovisno o ideologiji, U zemlji krvi i meda slabašan je film. Središnji odnos Danijela i “robinjice” Ajle psihološki je potpuno neuvjerljiv, a njegovo mehaničko alterniranje između nježne romanse i sadomazohizma pokazuje koliko Angelini Jolie nedostaje scenarističke i redateljske vrsnoće. Neka pak dramaturška rješenja upravo su diletantska, ali ipak nije sve crno – rana scena silovanja prilično je snažna, a glumačka ekipa predvođena Zanom Marjanović kao Ajlom solidna. | ” |
| — Damir Radić, | |   |

| „               | Jolijin film je jasno usmjeren, sa smislom za evokativnu kompoziciju i snažnim osjećajem za sablažnjivost okićenu jednako dobro u napetost šokantne tišine prilikom očekivanja muke...Kako godine prolaze, leševi se gomilaju, apstraktno postaje osobno, a živi se reduciraju samo na njihovu religiju, narodnost, politiku ili bilo što drugo izuzev njihove temeljne čovječnosti. U zemlji krvi i meda na kraju postaje skup poučnih trenutaka, kao što bi svaka dobra alegorija i trebala biti, te ima naraciju koju također alegorija treba imati, uključujući prizore koji se ukopaju u psihu s proračunatum umjetnošću. | ” |
| — Andrea Chase, | |   |

## Vanjske poveznice
- Službena stranica  Arhivirana inačica izvorne stranice od 19. travnja 2012. (Wayback Machine)
- U zemlji krvi i meda u internetskoj bazi filmova IMDb-a
- U zemlji krvi i meda na Rotten Tomatoes